# Volica

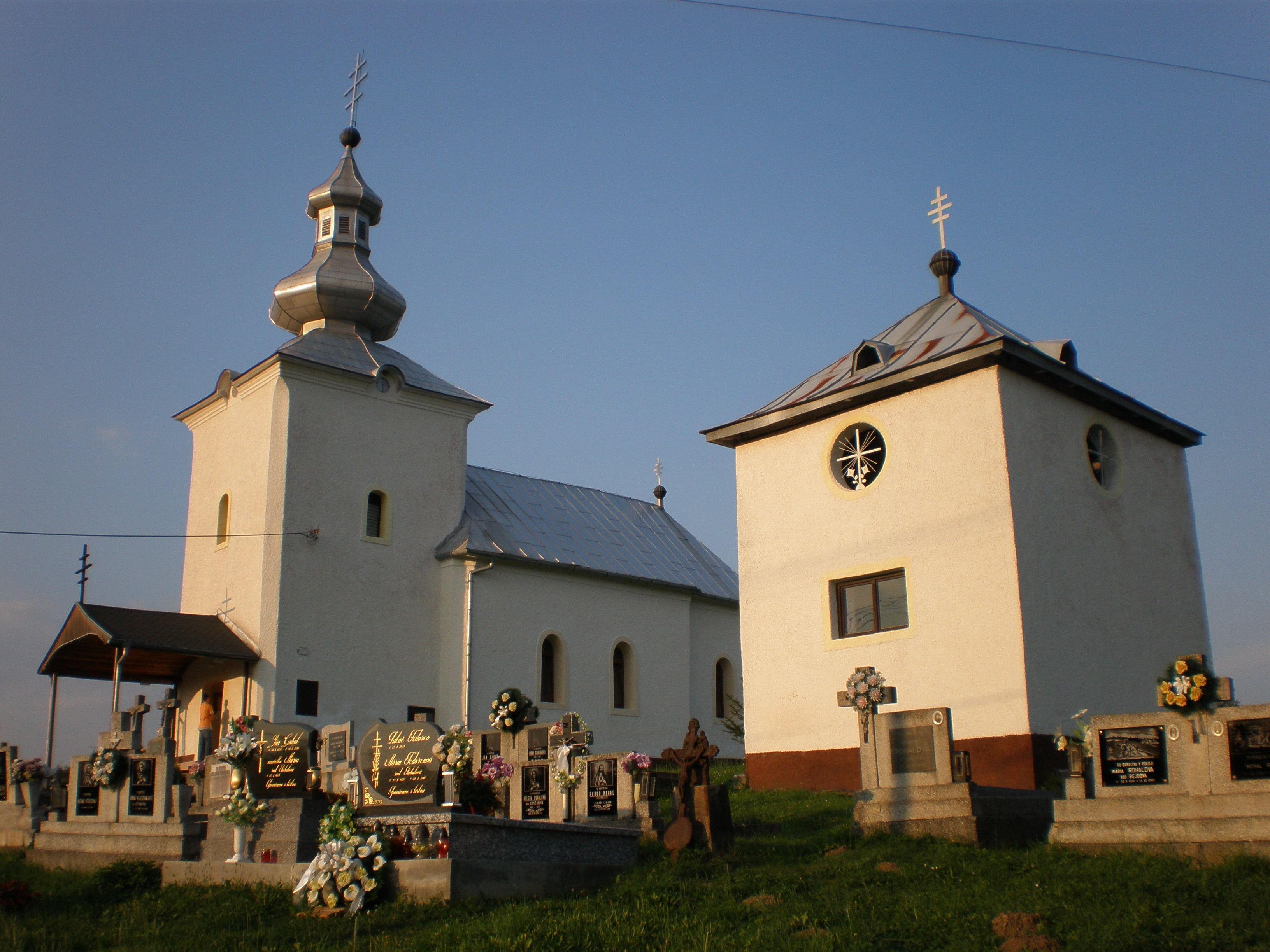
Cerkev Zesnutí přesvaté Bohorodice a zvonice ve Volici

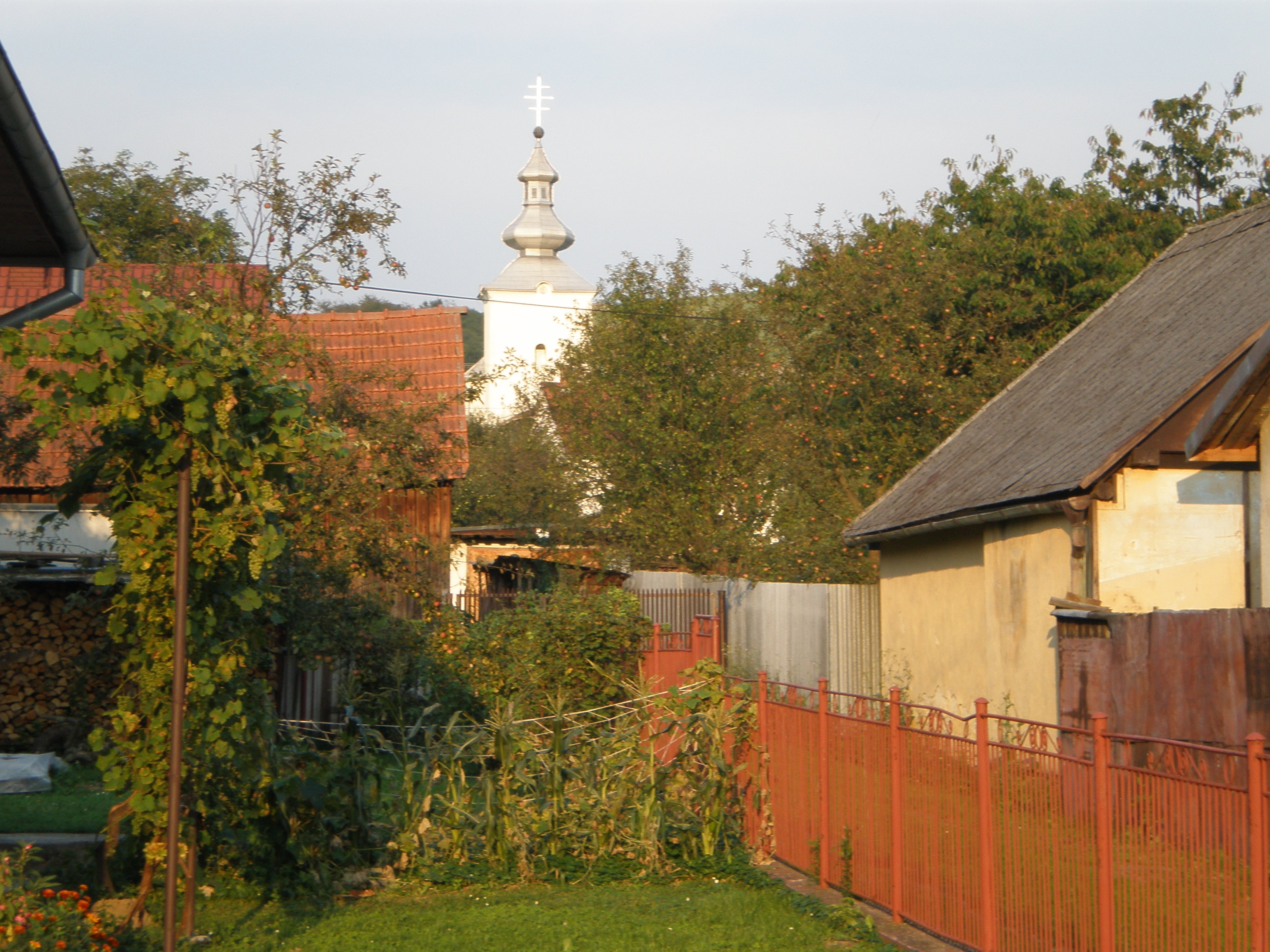
Volica

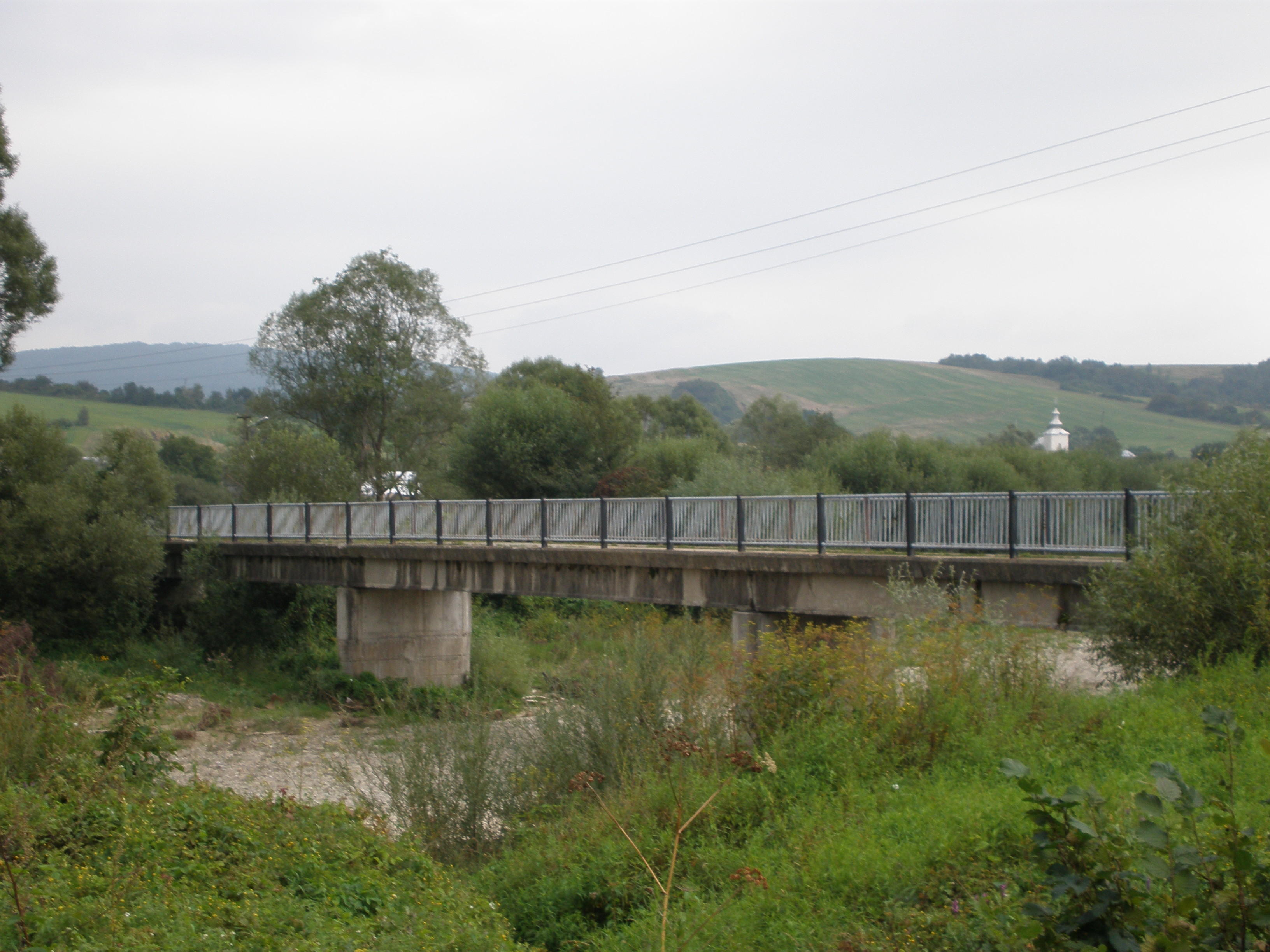
Most přes Laborec

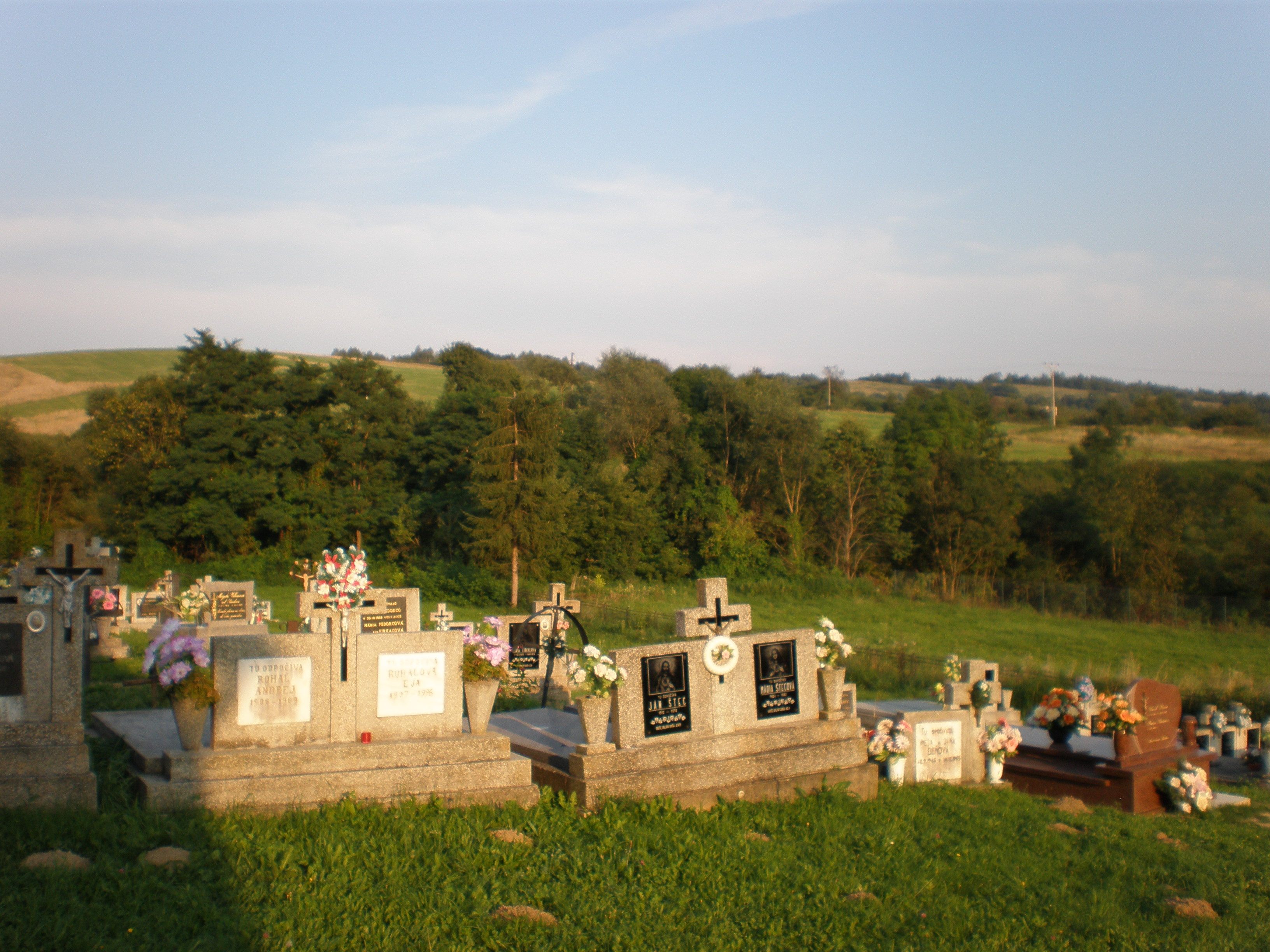
Místní zvláštnost - hroby s obrácenými náhrobky, jak bývá obvyklé

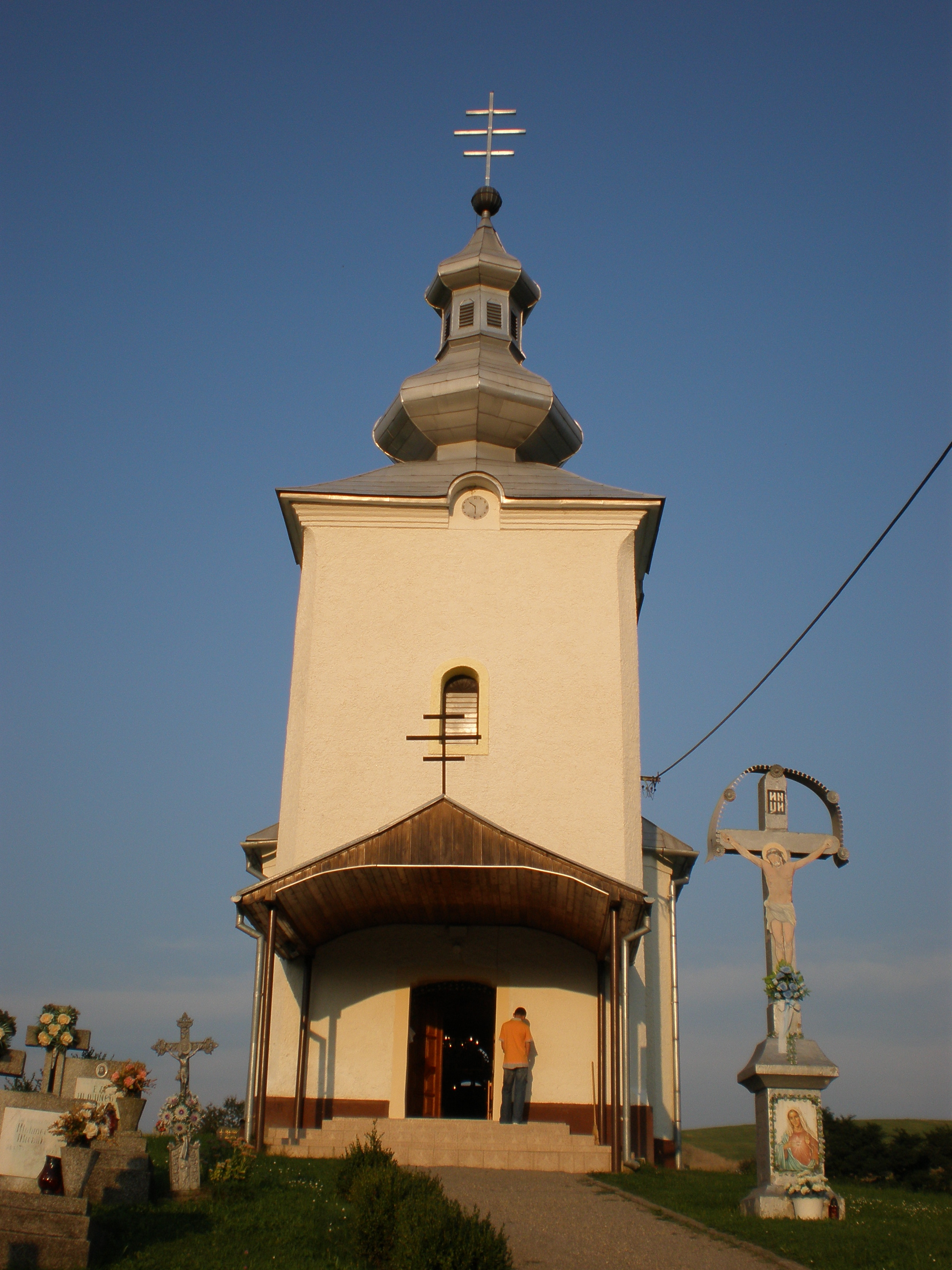
Průčelí cerkvi

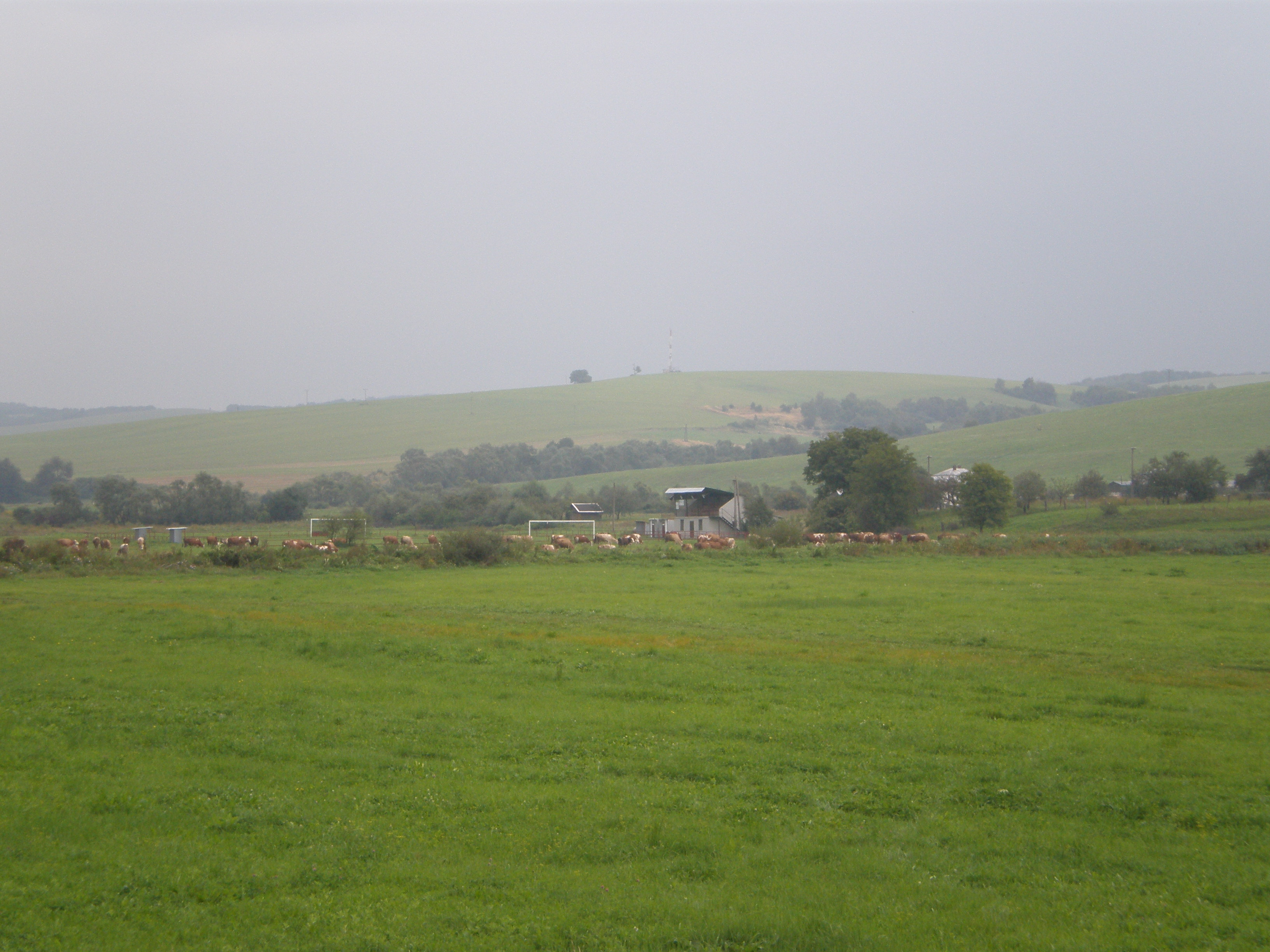
Fotbalové hřiště

Volica je převážně rusínská obec na severovýchodním Slovensku v okrese Medzilaborce na hlavní silnici Humenné-Medzilaborce. Volica se nachází v Papínské brázdě Laborecké vrchoviny v údolí řeky Laborec. Území obce leží v mírně členitém až svahovitém terénu. Nad obcí je táhlý hřeben s vrholem Suchý Jedlovec 461 m n. m., kterým vedou "Petrovy stezky". Pod hřebenem je pramen kvalitní pitné vody i minerální pramen "vajcovky". Obec z druhé strany uzavírá hřeben Grúně, terý ji odděluje od obce Zbudská Belá. Samotná vesnice leží v nadmořské výšce 254 metrů nad mořem. Žije zde 264 obyvatel.

## Dějiny

### 15. - 19. století
První doložená písemná zmínka o Volici je z roku 1405. Připomíná pod názvem Wolycha, v roce 1463 Wolycza, v roce 1773 jako Wolicza, později Volyica. V maďarštině se udávalo i pojmenování Ökröske. Od začátku obec patřila panství Michalovce, ale v roce 1448 byla podle záznamů zcela opuštěná. Po opětovném osídlení patřila Michalovská zemanským rodinám Csontos, Harkányi, Korosraz, Lasznay, Ödörsffy, Szeresvay a Izbudyayi.
V roce 1715 bylo ve Volici obydlených 8 poddanských domů.
V roce 1720 zde byl postaven mlýn a nacházela se zde i lisovna oleje z lněných a konopných semen, řepky, slunečnice a bukvic.
V době prvního sčítání lidu v roce 1787 měla obec 30 domů a 232 obyvatel. V roce 1828 to bylo již 40 domů a 311 obyvatel.
V roce 1796 byl nad vesnicí a hřbitovem postavený klasicistní řeckokatolický chrám - cerkev - Zesnutí přesvaté Bohorodice (rekonstruovaný byl v letech 1922, 1954 a 1996), vnitřní zařízení pochází z první poloviny 20. století. Dominantou interiéru je dřevěný vyřezávaný ikonostas.
Velký význam pro obec mělo vybudování železniční tratě Humenné - Medzilaborce v roce 1873, která ji spojila s blízkými městy.
Od roku 1890 se datuje existence protipožárního družstva, které existuje dodnes.

### 20. století - dnešek
V roce 1910 žilo ve Volici 305 lidí.
Od roku 1914 fungovala první řeckokatolická škola, učitelem byl pan Kerlik.
V době masové emigrace lidí za prací do ciziny začátkem 20. století se z obce odstěhovalo několik občanů do Belgie, Argentiny, USA a Kanady.
V roce 1940 se k trvalému pobytu v obci přihlásilo 442 obyvatel.
V roce 1944 bylo po těžkých bojích na hřbitově za kostelem pohřbeno několik desítek padlých německých vojáků. Jejich ostatky byly na přelomu 20. a 21. století převezeny do Německa.
Volica byla elektrifikována v roce 1957, obecní vodovod se uvedl do provozu v roce 1969. V tomto období byl zaznamenán i největší počet obyvatel, v roce 1961 zde žilo 549 občanů. Byla postavena škola, železobetonový most přes Laborec (v roce 2006 zrenovovaný), zavedl se obecní rozhlas a vyasfaltovaly se cesty. Od sedmdesátých let 20. století však stav obyvatelstva dostal klesající tendenci, která trvá dodnes.
V roce 1950 po násilném zrušení řeckokatolické církve se řeckokatolický chrám stal majetkem pravoslavné církve. Tento stav trval až do roku 1968, kdy byla oficiálně obnovena činnost řeckokatolické církve. Majetkový převod se neobešel bez provokací z jedné i druhé strany.
Historie organizovaného sportu ve Volici sahá do roku 1975. V poslední době se postavila budova TJ a fotbalová tribuna, která byla uvedena do provozu 16. července 2005 během oslav 600. výročí první písemné zmínky o obci.
V roce 2004 vznikla samostatná řeckokatolická farnost Volica vyčleněním z farnosti Zbudská Belá. Od roku 2005 je správcem farnosti d. p. Igor Pančák.

## Zajímavosti
Zajímavostí místního hřbitova jsou hroby orientované pomníkem - hlavou - vpřed (opačně než bývá zvykem). Pozornost si zaslouží i malované hodiny na věži chrámu.
Místní zastávka lokální železnice  Humenné - Medzilaborce se nachází na druhé straně řeky Laborec a spojuje ji s obcí most pro pěší. Železnice pokračuje z Medzilaborců dále do Polska.
Severo-severo východně od obce je agroletiště a fotbalové hřiště s krytou tribunou. Kromě něj se ve vesnici nachází charakteristická hospoda a kulturní dům.
Na konci obce ve směru do Čabin je kaple.
V roce 1944 bylo po těžkých bojích na hřbitově za kostelem pohřbeno několik desítek padlých německých vojáků. Jejich ostatky byly na přelomu 20. a 21. století převezeny do Německa. Pozůstatky padlých vojáků byly odkryty i při výkopových pracích u budovy místního obchodu a pohostinství. S velkou pravděpodobností se další pozůstatky vojáků nacházejí neodkryté vedle této budovy po levé straně na louce (s odvoláním na přímé svědky).

## Lidé
Ve Volici žijí převážně Rusíni řeckokatolického vyznání. Patří do západnější nářečové skupiny tohoto jazyka, k tzv. Pijďakům (od slova "ja pijdu" (já půjdu), na rozdíl od tzv. Pujďaků "ja pujdu", kteří žijí východněji, především v okolí Sniny). Několik rodáků z této obce zastávalo, resp. zastává významné funkce. PhDr. Ivan Hopta, CSc., Byl poslancem NR SR v letech 2002 - 2006. PaedDr. Ivan Pajta je ředitelem Gymnázia v Humenném, Ján Hopta dlouhá léta působil jako vedoucí tajemník OV ČSZTV v Humenném, Mgr. Ladislav Mochnacký je sekretářem oblastního fotbalového svazu.

## Turistika
Obec a její okolí nabízí široké možnosti aktivního alternativního odpočinku, který ocení především milovníci nekomerčního autentického folklóru. Volice a její okolí, jakož i celá Laborecká vrchovina jsou ideálními destinacemi pro vyznavače cykloturistiky.
V okolních lesích si na své určitě přijdou houbaři. Rostou zde všechny druhy hub, které mají rády mírné klimatické prostředí smíšeného a listnatého (převážně bukového) lesa.
Za pozornost stojí Muzeum moderního umění Andy Warhola, které se nachází v nedalekých Medzilaborcích.
Při návštěvě regionu kolem obce Volica třeba upozornit i na několik unikátních památek sakrální řeckokatolické architektury. Jde především o dřevěné chrámy, postavené bez použití hřebíků a o zříceniny "rusnáckého Devína" -monastýra v poutním místě Krásny Brod.
Řeka Laborec tekoucí vedle obce se dá sjíždět na malých lodích (kajak, kanoe) za předpokladu, že na vodočtu v Krásném Brodě je alespoň 70 cm nebo na vodočtu v Koškovcích alespoň 80 cm.